# Абузейдабад
Абузейдаба́д (перс. ابوزیدآباد‎) — небольшой город в центральном Иране, в провинции Исфахан. Входит в состав шахрестана Аран-и-Бидголь.

## География
Город находится в северо-западной части Исфахана, на западной границе пустыни Деште-Кевир, на высоте 952 метров над уровнем моря.
Абузейдабад расположен на расстоянии приблизительно 130 километров к северу от Исфахана, административного центра провинции и на расстоянии 193 километров к юго-юго-востоку (SSE) от Тегерана, столицы страны. Ближайший аэропорт расположен в городе Кашан.

## Население
По данным переписи, на 2006 год население составляло 5 160 человек; в национальном составе преобладают персы (носители одного из центральноиранских диалектов абузейдабади).